# Jean-Claude Paye (sociologue)
Pour les articles homonymes, voir Jean-Claude Paye et Paye (homonymie).
 (janvier 2022).
La mise en forme du texte ne suit pas les recommandations de Wikipédia : il faut le « wikifier ».
Les points d'amélioration suivants sont les cas les plus fréquents. Le détail des points à revoir est peut-être précisé sur la page de discussion.
- Les titres sont pré-formatés par le logiciel. Ils ne sont ni en capitales, ni en gras.
- Le texte ne doit pas être écrit en capitales (les noms de famille non plus), ni en gras, ni en italique, ni en « petit »…
- Le gras n'est utilisé que pour surligner le titre de l'article dans l'introduction, une seule fois.
- L'italique est rarement utilisé : mots en langue étrangère, titres d'œuvres, noms de bateaux, etc.
- Les citations ne sont pas en italique mais en corps de texte normal. Elles sont entourées par des guillemets français : « et ».
- Les listes à puces sont à éviter, des paragraphes rédigés étant largement préférés. Les tableaux sont à réserver à la présentation de données structurées (résultats, etc.).
- Les appels de note de bas de page (petits chiffres en exposant, introduits par l'outil «  Source ») sont à placer entre la fin de phrase et le point final[comme ça].
- Les liens internes (vers d'autres articles de Wikipédia) sont à choisir avec parcimonie. Créez des liens vers des articles approfondissant le sujet. Les termes génériques sans rapport avec le sujet sont à éviter, ainsi que les répétitions de liens vers un même terme.
- Les liens externes sont à placer uniquement dans une section « Liens externes », à la fin de l'article. Ces liens sont à choisir avec parcimonie suivant les règles définies. Si un lien sert de source à l'article, son insertion dans le texte est à faire par les notes de bas de page.
- La présentation des références doit suivre les conventions bibliographiques. Il est recommandé d'utiliser les modèles {{Ouvrage}}, {{Chapitre}}, {{Article}}, {{Lien web}} et/ou {{Bibliographie}}. Le mode d'édition visuel peut mettre en forme automatiquement les références.
- Insérer une infobox (cadre d'informations à droite) n'est pas obligatoire pour parachever la mise en page.

Pour une aide détaillée, merci de consulter Aide:Wikification.
Si vous pensez que ces points ont été résolus, vous pouvez retirer ce bandeau et améliorer la mise en forme d'un autre article.
Jean-Claude Paye, né à Huy le 11 janvier 1952, est un sociologue et essayiste belge.

## Biographie
Il est entre autres l'auteur de Global War on Liberty, La Fin de l'État de droit et de Vers un État policier en Belgique ?. Il a également écrit un grand nombre d'articles relatifs aux transformations de la forme d'État dans le contexte de la lutte antiterroriste.

## Théories
Jean-Claude Paye considère que les attaques contre l'Union de banques suisses de 2009 ne sont pas une action de l'administration américaine contre l'évasion fiscale de ses nationaux – ce qui est partout avancé – mais une opération de réorganisation du système financier international par la puissance dominante.
Extrait d'un article de Jean-Claude Paye publié dans Le Monde.fr le 1er novembre 2011, sous le titre « L'exhibition du lynchage de Kadhafi révèle une régression de nos sociétés vers la barbarie » :
Dernier paragraphe :
"Les travaux ethnologiques, ainsi que la psychanalyse, nous ont montré que le sacrifice humain opère un retour à une structure maternelle. L'amour et le sacrifice sont les attributs d'une organisation sociale qui ne distingue plus ordre politique et symbolique. Ce sont les paradigmes d'une société matriarcale qui réalise le phantasme primordial d'unification à la mère, ici la fusion de l'individu avec le pouvoir."
Jean-Claude Paye est un habitué du Réseau Voltaire, où il coécrit parfois avec Tülay Umay. (Voir "Le voile, symptôme de la modernité" par Tülay Umay.)

## Œuvres
- Global War on Liberty, Telos Press, New York, 2007.
- La Fin de l’État de droit : La Lutte antiterroriste, de l'état d'exception à la dictature, La Dispute, Paris, 2004. Édition italienne : La fine dello Stato di diritto, Manifestolibri, 2005. Édition en langue allemande : Das Ende des Rechtsstaats, Rotpunkverlag, 2005. Édition espagnole largement actualisée : El final del Estado de derecho, HIRU, 2008.
- Vers un État policier en Belgique, EPO, Bruxelles, 2000.
- L'Emprise de l'image - De Guantanamo à Tarnac,  Éditions Yves Michel, France, 2011.